# Nécropole nationale de Sainte-Menehould
La nécropole nationale de Sainte-Menehould est un cimetière militaire français de la Première Guerre mondiale, situé sur le territoire de la commune de Sainte-Menehould, dans le département de la Marne.

## Localisation
La nécropole nationale de Sainte-Ménehould est située sur la RD 85, à la sortie de la ville, en direction de Florent-en-Argonne.

## Historique
Ce cimetière militaire est créé en 1914 pour l'inhumation des corps des soldats décédés dans les hôpitaux de la ville. L'aménagement définitif se déroule de 1923 à 1931. On y regroupe les corps des soldats exhumés de cimetières militaires de la vallée de la Bionne.
En 1941, 1942, 1948, 1949 et 1953, y sont inhumés les corps de soldats tombés dans la Marne au cours de la Seconde Guerre mondiale.

## Caractéristiques

### Le cimetière militaire
Ce cimetière militaire, d'une superficie de 2,2 ha, rassemble les corps de 5 710 soldats français tués au cours des combats de la Première Guerre mondiale ou morts dans les hôpitaux militaires de la ville dont 5 486 en sépultures individuelles et 277 en huit ossuaires (dont 3 inconnus ).
215 soldats tués au cours de la Seconde Guerre mondiale y ont également inhumés.

### Le monument «Aux défenseurs de l'Argonne»
Le monument Aux défenseurs de l'Argonne, érigé à l'extrémité du cimetière militaire, a la forme d'un obélisque. Sur le socle, une plaque porte l'inscription : 

« Ceux qui pieusement sont morts pour la patrie ont droit qu'à leur cercueil la foule vienne et prie
- Aux défenseurs de L'Argonne 
Les 10e et 18e Corps d'armée
la ville de Sainte-Ménehould
- Des héros de Valmy descendants valeureux
dormez le grand sommeil vous avez pour la
France en Argonne versé votre sang généreux
Gloire immortelle
à vous gloire et reconnaissance
Sainte-Ménehould 1916. »